# 日本大学櫻丘高等学校
日本大学櫻丘高等学校（にほんだいがく さくらがおかこうとうがっこう）は、東京都世田谷区桜上水三丁目にある私立高等学校。通称、ニッサク。

## 概要
日本大学文理学部とは従兄弟のような関係であるため、同学部のグラウンドや図書館、学食も利用できる。しかし、学食に関しては昼休みの時間帯には行列ができているため大抵の生徒は使う機会がないだろう。
コースは「総合進学 (G) クラス」と難関国公立大学、難関私立大学、日本大学医学部への進学を目指す「特別進学 (S) クラス」の2コース制。

## 沿革
（沿革節の主要な出典は公式サイト）

### 年表
- 1950年2月 - 日本大学世田谷教養部（現在の文理学部）の付属校として日本大学世田谷高等学校（定時制課程普通科）設置認可。
- 1959年2月 - 全日制普通科（男女別学）を増設。
- 1961年4月 - 日本大学世田谷高等学校から日本大学櫻丘高等学校に名称変更。
- 1963年4月 - 定時制課程募集停止。
- 1980年9月 - 校歌制定。
- 2001年4月 - 男女共学実施。
- 2009年1月 - 本館新築。
- 2017年4月 - 総合進学 (G) クラス、特別進学 (S) クラス 設置。

## 部活動
野球部は1972年、 仲根正広を擁し第44回選抜高等学校野球大会優勝、同年第54回全国高等学校野球選手権大会にも出場を果たしたが敗退。

## 交通
- 桜上水駅・下高井戸駅 徒歩8分[7]。
- 経堂駅 徒歩15分[7]。